# Marco Marcolin
Marco Marcolin (Montebelluna, 11 marzo 1957) è un politico italiano.

## Biografia

### Elezione a deputato
Alle elezioni politiche del 2013 è candidato alla Camera dei Deputati, nella circoscrizione Veneto 2, nelle liste della Lega Nord, venendo eletto deputato della XVII legislatura. Alla Camera fa parte della IV Commissione Difesa.
Il 24 settembre 2014, dopo essersi consultato con Matteo Salvini, formalizza la sua candidatura a sindaco di Agrigento per il movimento Noi con Salvini.
Il 9 settembre 2015, tuttavia, dopo essersi avvicinato al partito dell'ex leghista Flavio Tosi, abbandona la Lega Nord, approdando al Gruppo misto.
L'11 aprile 2016, infine, assieme agli altri deputati fuoriusciti dalla Lega Nord, costituisce la componente del Gruppo misto Fare!-PRI, che si rifà al movimento politico fondato da Tosi in seguito alla sua espulsione dalla Lega.
Il 13 ottobre 2016, infine abbandona il Gruppo misto, nonché il partito Fare!, per aderire come indipendente al nuovo gruppo parlamentare di maggioranza "Scelta Civica-ALA per la Costituente Liberale e Popolare-MAIE", nato dall'unione di Alleanza Liberalpopolare-Autonomie e Scelta Civica di Enrico Zanetti, passando così in maggioranza.
Il 25 ottobre 2016 dichiara: "Raddoppiamo i nostri emolumenti, basta demagogia" in risposta al Movimento 5 Stelle che nei giorni immediatamente precedenti ha presentato una proposta di legge proprio per la diminuzione di essi.